# Cantonul Pont-de-l'Arche
Cantonul Pont-de-l'Arche este un canton din arondismentul Les Andelys, departamentul Eure, regiunea Haute-Normandie, Franța.

## Comune
| Comune               | Populație (1999) | Cod poștal | Cod INSEE |
| -------------------- | ---------------- | ---------- | --------- |
| Alizay               | 1 262            | 27460      | 27008     |
| Criquebeuf-sur-Seine | 1 036            | 27340      | 27188     |
| Les Damps            | 952              | 27340      | 27196     |
| Igoville             | 1 474            | 27460      | 27348     |
| Le Manoir            | 1 000            | 27460      | 27386     |
| Martot               | 435              | 27340      | 27394     |
| Montaure             | 1 073            | 27400      | 27412     |
| Pîtres               | 2 290            | 27590      | 27458     |
| Pont-de-l'Arche      | 3 499            | 27340      | 27469     |
| Tostes               | 346              | 27340      | 27648     |